# M26 Pershing

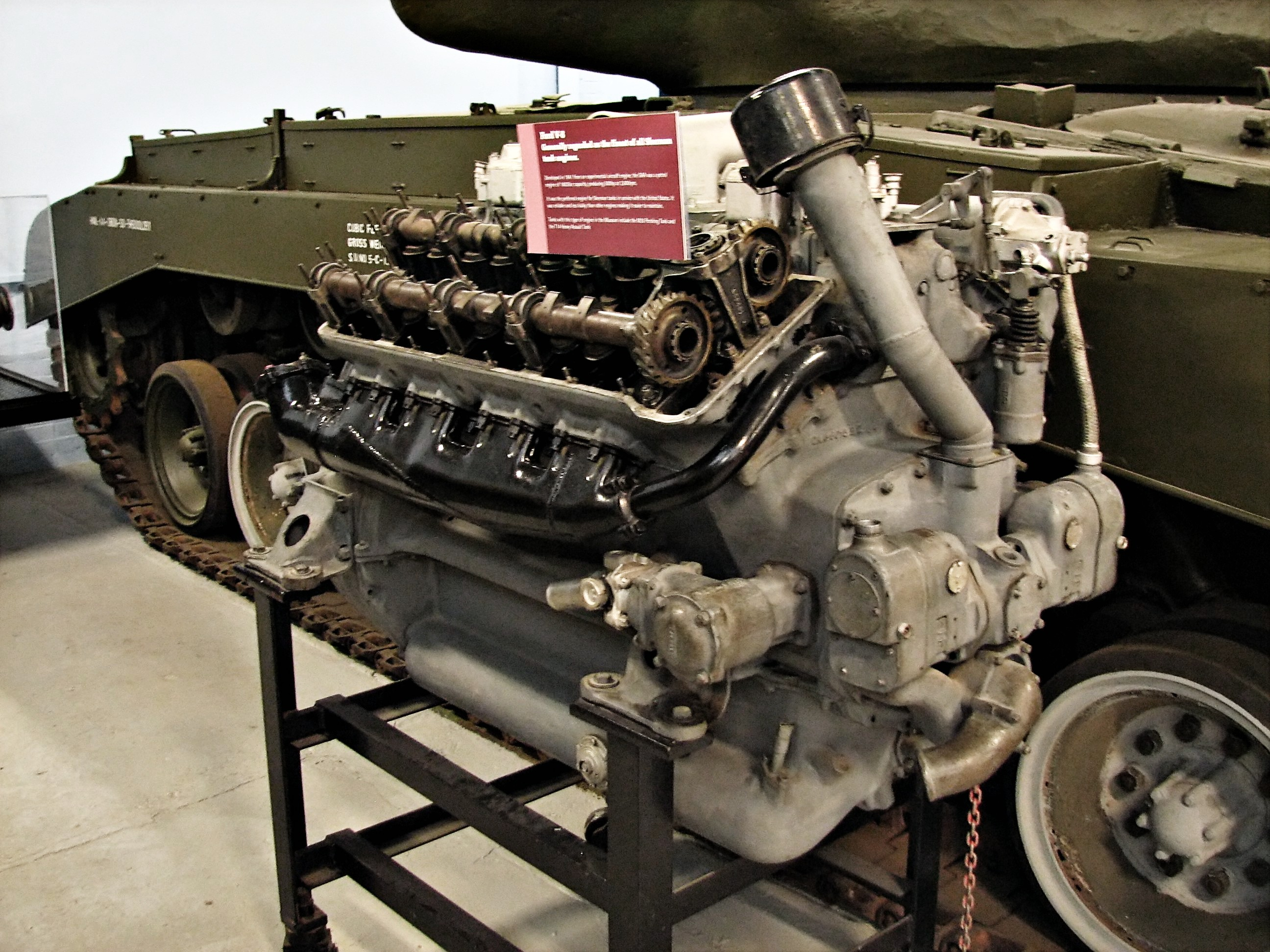
Achtzylinder-V-Motor Typ Ford GAF

Der M26 Pershing war ab Februar 1945 der schwerste Kampfpanzer, der vom US-Heer im Zweiten Weltkrieg eingesetzt wurde.
Der nach General John J. Pershing benannte Panzer kam später von 1950 bis 1953 im Koreakrieg sehr erfolgreich zum Einsatz. Der M26 Pershing wurde während des Koreakrieges auch an verbündete Staaten wie Belgien, Frankreich und Italien geliefert. Bei der US Army wurde der M26 in den späten 1950er-Jahren über das verbesserte Zwischenmodell auf seiner Basis M46 vom M48 Patton abgelöst, der eine nunmehr komplette Überarbeitung darstellte, während der unmittelbare Nachfolger M47 Patton vorwiegend an verbündete Staaten geliefert wurde.

## Entwicklung
Nachdem der M4 Sherman im Jahre 1942 in Serie gegangen war, forcierte das US-Heer den Bau eines stärkeren Nachfolgemodells, das nach Möglichkeit den mittleren und schweren deutschen Panzern wie dem „Panther“ und „Tiger“ ebenbürtig sein sollte. Nach der etwa ein Jahr zurückliegenden Einstellung des Prototyps eines schweren Panzers mit der internen Bezeichnung T6 wurden verschiedene Versuchsmodelle entwickelt, die aber trotz der Warnungen des Ordnance Department – der in großer Stückzahl vorhandene mittlere Panzer M4 könnte 1944 veraltet sein – nicht in Serie gingen. Der im September 1943 gemachte Vorschlag zur sofortigen Massenproduktion der mit 90-mm-Kanonen bewaffneten Modelle T25 und T26 scheiterte an Abstimmungsproblemen innerhalb des US-Militärs. Die Panzertruppe hätte die 90-mm-Kanone lieber in einem Sherman gesehen, während eine weitere Dienststelle die gleiche Kanone ganz ablehnte. Aus dem Prototyp T26 wurde in den folgenden Monaten der schwere Panzer M26 entwickelt, der im August 1944 serienreif war; wegen der o. g. Streitereien zwischen verschiedenen US-Dienststellen verzögerte sich die Massenproduktion weiter. Die entsprechende 90-mm-Flak M90 wurde dann auch ab Mitte 1944 auf einem verstärkten Fahrgestell des M10 Wolverine auf Sherman-Basis mitsamt einem neuen Turm eingebaut und erschien im September desselben Jahres als M36 Jackson (auch bekannt als „Slugger“) an der Westfront. Erst die am 16. Dezember 1944 von der Wehrmacht begonnene Ardennenoffensive konnte das Patt in der Armeeführung beenden, und die Panzer wurden ab Januar 1945 nach Europa verschifft. Die Kampfkraft des Panzers, der kurz vor dem ersten Einsatz den Beinamen Pershing (nach General John J. Pershing, 1860–1948) erhielt, entsprach in etwa der des Tigers.

## Einsatz

### Zweiter Weltkrieg
Im Februar 1945 wurden die ersten zehn Pershings bei der 3rd Armored Division unter General Maurice Rose erstmals eingesetzt. Eigentlich sollte er bereits im Oktober 1944 zum Einsatz kommen, doch durch einen unglücklichen Zufall wurden zwar die zwölf Panzer nach Frankreich eingeschifft, die benötigte 90-mm-Munition wurde jedoch in Richtung Pazifik verschickt. Es gelang, die Lieferung noch nach Europa umzuleiten; so konnten die Pershings noch am Kriegsgeschehen teilnehmen.
Dank seiner 90-mm-Kanone war der M26 der einzige US-Panzer, der es mit den schweren deutschen Panzern Panzerkampfwagen VI „Tiger“ sowie unter Abstrichen dem Panzerkampfwagen V „Panther“ direkt aufnehmen konnte. Er wurde deswegen auch „Tiger-Tamer“ (Tigerbändiger) genannt, obwohl die US-Besatzungen vor allem wegen seiner geringeren Geschwindigkeit zu Beginn etwas enttäuscht von dem Panzer waren. Allerdings war der Pershing dem Tiger II („Königstiger“) weiterhin klar unterlegen, und die wenigen im Einsatz befindlichen Exemplare versuchten, den Kampf mit diesem nach Möglichkeit zu vermeiden.

#### „Elsdorfer Überraschung“
Der erste Pershing in Europa wurde bei seiner Feuertaufe am 26. Februar 1945 von einem Tiger I in Elsdorf abgeschossen (dieses Gefecht ist wegen des überraschenden Einsatzes des neuen US-Panzers auch als „Elsdorfer Überraschung“ bekannt). Der Pershing gehörte zum 33. Panzerregiment. Das erste Geschoss durchschlug die Kanonenblende und tötete die Richt- und Ladeschützen. Der zweite Treffer zerstörte die Mündungsbremse. Der dritte Treffer wurde an der Oberkante des Turmes abgelenkt und zerstörte die Kommandantenluke.
Zu Gefechten am nächsten Tag schrieb ein offizieller US-Bericht später:

“For the better part of 27 February the 9th Panzer Division made a fight of it in Elsdorf, but with fire support from a company of tanks positioned in a neighboring village an infantry battalion broke into the town before noon and began a systematic mop-up. With the tank company was a T26 medium tank armed with a 90-mm. gun, one of the first twenty of this model (the Pershing) sent to the European theater for testing. The tank gave a good account of itself. At a range of a thousand yards, the Pershing hit and destroyed two Mark IV tanks, drilling holes through the thick side armor, and stopped a Mark VI Tiger with a hit at the vulnerable turret joint.”

„Die meiste Zeit des 27. Februar versuchte die 9. Panzerdivision in Elsdorf ihren Gegner niederzukämpfen, als noch vor dem Mittag ein Infanteriebataillon mit Feuerunterstützung einer Panzerkompanie aus einem Nachbardorf in die Stadt einfiel und eine systematische Säuberungsaktion startete. Ein mit 90 mm-Kanone bewaffneter mittlerer Panzer T26  befand sich bei dieser Panzerkompanie, einer der ersten zwanzig dieser Bauart (des Pershing), welche zur Erprobung auf den europäischen Kriegsschauplatz geschickt worden war. Der Panzer sprach für sich selbst. Aus tausend Yards [= 914 Metern] Entfernung traf und zerstörte der Pershing zwei Typ IV Panzer, wobei er die dicke Seitenpanzerung durchbohrte, und er stoppte einen Typ VI Tiger durch einen Treffer an der ungeschützten Turmfuge.“

#### Schlacht um Köln
Bekannt wurde der Panzer insbesondere durch die Schlacht um Köln, bei der acht Pershings eingesetzt wurden und in der die Kampfkraft des M26 deutlich wurde. Der Führungspanzer mit der Turmnummer „1“ schoss im Alleingang in zwei Tagen drei Tiger I, drei Panther und vier Panzer IV ab. Damit war er der erfolgreichste Panzer der Einheit. Er selbst erhielt fünf Treffer, zwei in die Wanne sowie drei in den Turm, die jedoch entweder abprallten oder nur begrenzten Schaden anrichteten, ohne das Fahrzeug außer Gefecht zu setzen. Einzig ein Panzer IV erzielte einen Teilerfolg: Das 7,5-cm-Geschoss sprengte die geöffnete Ladeschützenluke am Turm ab.  Insgesamt konnten die acht Pershings nach zwei Einsatztagen 54 Abschüsse verschiedener gepanzerter Fahrzeuge inklusive Kampfpanzer verzeichnen. Bekannt ist das Bild eines Panthers vor dem Kölner Dom, das keine Minute nach dem Abschuss durch den Führungspanzer der Pershing-Abteilung entstand. Der M26 Pershing wurde daraufhin von der Wehrmacht als „schwerer Gegner“ eingestuft.

#### Endphase des Zweiten Weltkriegs
Nach den Kämpfen um Köln wurde der M26 unter den US-Soldaten in kurzer Zeit zur Legende, allerdings wurden auch einige Pershings von deutschen Panzern und Jagdpanzern zerstört. Nach dem zuvor erwähnten Tiger, der im Februar 1945 einen M26 außer Gefecht gesetzt hatte, gelang es einem Panzerjäger Nashorn der schweren Panzerjäger-Abteilung 93 am 6. März 1945 bei Remagen südlich von Köln in einem Hinterhalt, einen M26 der 3. US-Panzerdivision auf eine Kampfentfernung von etwas über 250 Metern abzuschießen. Ein Pershing fiel einem Tiger II zum Opfer, und ein weiterer M26, der nachweislich im Raum Iserlohn völlig zerstört wurde (Frontpanzerung glatt durchschlagen und ausgebrannt), wurde mit einiger Sicherheit von einem schweren Jagdpanzer Jagdtiger aus größerer Entfernung abgeschossen. Ein Vorauskommando der 3rd Armored Division der US Army mit drei Pershing-Panzern rückte am 29. März 1945 72 Kilometer weit vor und erreichte am Abend eine Stellung etwa 24 Kilometer vor Paderborn.
Die Anzahl der bis zum Kriegsende am 8. Mai 1945 vernichteten deutschen gepanzerten Fahrzeuge ist nicht mehr feststellbar.
Am Tag der deutschen Kapitulation waren fünf der noch vorhandenen zwölf M26-Panzer in Feldwerkstätten; sie litten unter den üblichen „Kinderkrankheiten“, mit denen fast jeder neue Panzertyp anfangs zu kämpfen hatte: Schäden an Motor, Kraftübertragung und Elektrik. Der Ottomotor, ein Achtzylinder-V-Motor des Typs Ford GAF mit 500 hp (373 kW) Leistung, war eigentlich nicht für einen etwa 42 Tonnen schweren Panzer vorgesehen, sondern auf den etwa zehn Tonnen leichteren M4A3 ausgelegt; er erwies sich daher im M26 Pershing als etwas zu leistungsschwach und nicht immer zuverlässig. Die neue Kraftübertragung war nicht ganz ausgereift und neigte bei hoher Beanspruchung zu Überlastungsschäden.

### 1945–1950
Im Mai 1946 wurde die Klassifizierung des Pershing vom Schweren Panzer (Heavy tank) zum Mittleren Panzer (Medium tank) geändert.
Im Jahre 1948 erschien die verbesserte Version M26E2 mit neuem Motor und neuer Kraftübertragung. Diese neue Ausführung wurde in M46 General Patton oder kurz Patton umbenannt, so dass er zur Basis der berühmten Patton-Panzerserie wurde.

### Koreakrieg

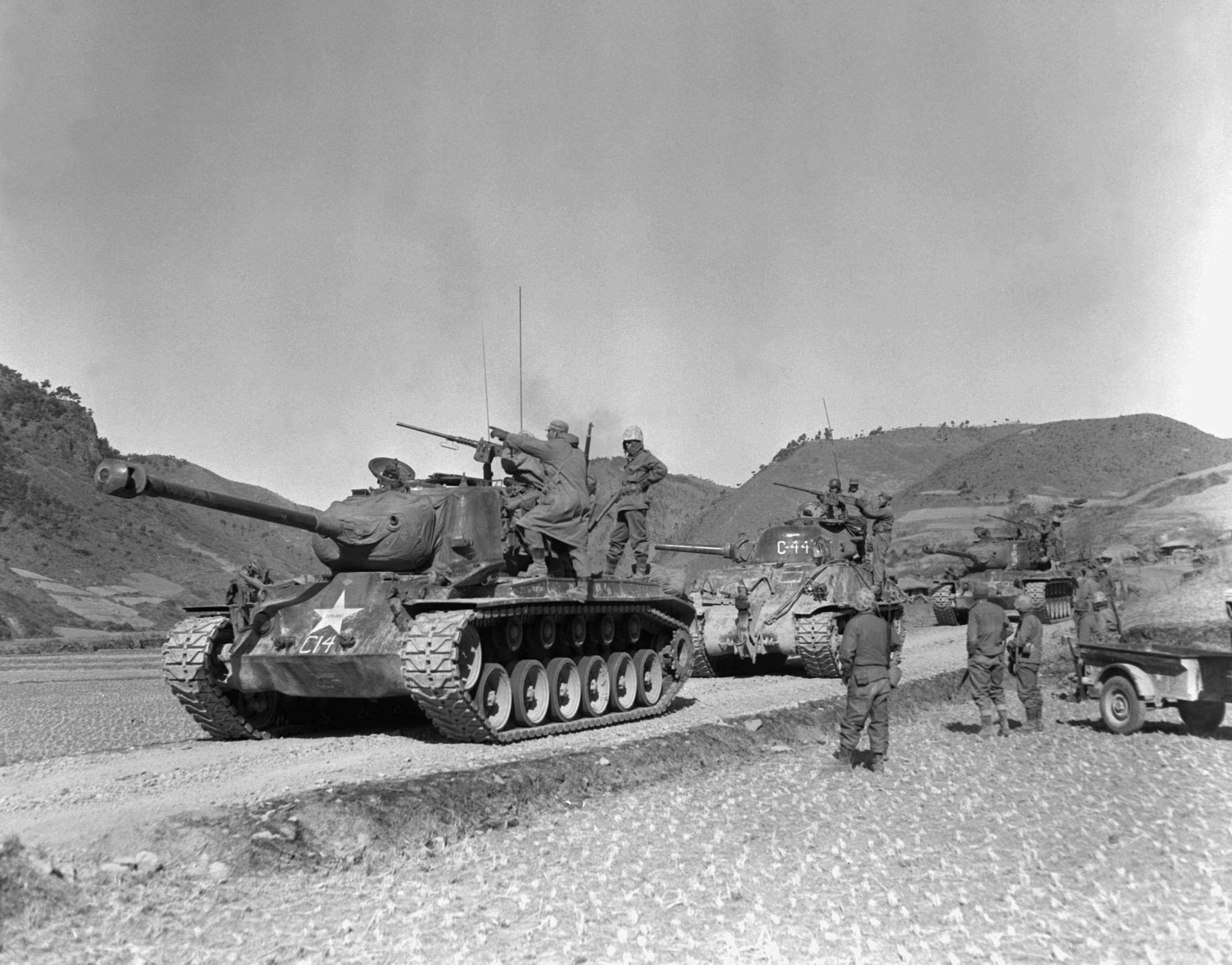
Zwei Pershing-Panzer und ein Sherman der US-Marineinfanterie im Koreakrieg

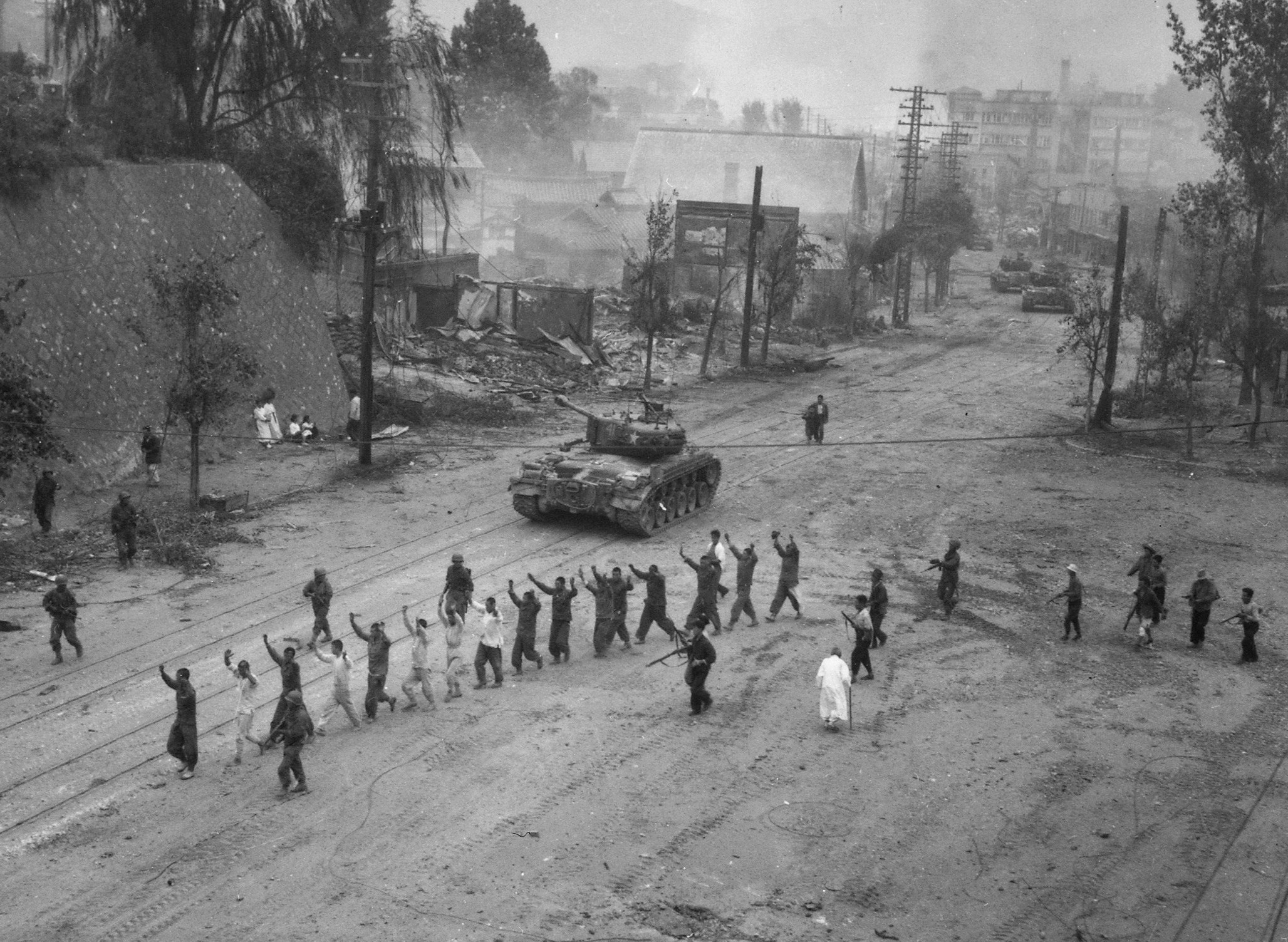
M26 in Seoul (September 1950)

Im Koreakrieg kam es zu einigen Einsätzen, da der Pershing bzw. seine verbesserte Version M46 der einzige US-Panzer war, der dem T-34/85 wirklich ebenbürtig war. In der Folge gelang es den M26 – wie Bilder belegen – relativ leicht, diverse T-34 zu zerstören.
Pershings zerstörten in diesem Konflikt auch eine Vielzahl weiterer sowjetischer Panzerfahrzeuge, unter anderem beispielsweise die Jagdpanzer SU-76 und SU-85, die ebenfalls keine nennenswerten Gegner mehr waren. Im Koreakrieg gelang es keinem feindlichen Panzer sowjetischer Bauart, auch nur einen einzigen M26 bzw. M46 zu zerstören.

### Nach 1953
Der M26 Pershing wurde noch während des Koreakriegs auch an verbündete Staaten wie Belgien, Frankreich und Italien geliefert. Er blieb auch noch bei der US Army im Einsatz, bis er durch den M46, die Zwischenlösung M47 und schließlich durch den M48 Patton II abgelöst wurde. Der eigentliche unmittelbare Nachfolger M47 Patton I wurde beim US-Militär bereits nach kurzer Zeit durch den M48 ersetzt und nahezu vollständig über ein Militärhilfeprogramm fast kostenlos an verbündete Länder abgegeben.
Bis zur Entwicklung des M1 Abrams basierten quasi alle nachfolgenden amerikanischen Panzer (M47, M48, M60) von der Konzeption her auf dem M26 Pershing.